# WAMP
WAMP es el acrónimo usado para describir un sistema de infraestructura de Internet que usa las siguientes herramientas:
- Windows como sistema operativo;
- Apache, como servidor web;
- MySQL, como gestor de bases de datos;
- PHP (generalmente), Perl, o Python, como lenguajes de programación.

El uso de un WAMP permite subir páginas html a internet, además de poder gestionar datos en ellas. Al mismo tiempo, un WAMP proporciona lenguajes de programación para desarrollar aplicaciones web.
LAMP es el sistema análogo que corre bajo ambiente Linux
MAMP es el sistema análogo que corre bajo ambiente Macintosh
Paquetes gráficos:
GD (Graphics Draw): la librería de dibujo de gráficos.
libpng: la librería oficial de referencia de PNG.
libpeg: la librería oficial de referencia de JPEG.
ncurses: la librería de gráficos de caracteres.